# I Gotta Feeling
I Gotta Feeling è un singolo del gruppo musicale statunitense The Black Eyed Peas, pubblicato il 16 giugno 2009 come secondo estratto dal quinto album in studio The E.N.D..

## Descrizione
Prodotto da David Guetta, il testo del brano, secondo quanto dichiarato da will.i.am, è dedicato a coloro che si stanno preparando per uscire: 
Del brano esiste anche una versione remix prodotta dal DJ francese David Guetta, contenuta nel suo album, One Love.
Nel giro di pochi mesi il brano ha scalato le classifiche dei singoli più venduti in moltissimi paesi del mondo, saldandosi al primo posto per diverse settimane consecutive. Supera il successo del primo singolo Boom Boom Pow diventando il più rilevante successo del gruppo, nonché una delle canzoni più trasmesse e vendute del 2009.
Il brano ha debuttato il 27 giugno 2009 alla seconda posizione sia sulla Billboard Canadian Hot 100 che sulla Billboard Hot 100, dietro il loro precedente singolo Boom Boom Pow, ancora alla vetta delle classifiche: i Black Eyed Peas sono così diventati uno degli undici artisti ad aver piazzato nello stesso periodo di tempo le prime due posizione della Billboard Hot 100. Il brano ha ricevuto una nomination nella categoria registrazione dell'anno e ha vinto nella categoria miglior performance pop vocale di un duo o gruppo ai Grammy Awards 2009.
I Gotta Feeling ha venduto complessivamente più di 15 milioni di copie: è stato il quinto singolo più venduto a livello mondiale del 2009 (con circa 7,1 milioni di copie vendute) e il nono singolo più venduto a livello mondiale del 2010 (con circa 6,1 milioni di copie vendute). Addirittura trova spazio nella top ten dei brani più venduti di sempre secondo il sito Mediatraffic alla posizione numero sei. Con oltre 1 350 000 download digitali, è risultato il quarto singolo più venduto nel Regno Unito a livello digitale.

## Accoglienza
La rivista statunitense Billboard ha dato alla canzone un'ottima recensione: «I Black Eyed Peas hanno dimostrato con il loro successo internazionale Boom Boom Pow di essere un gruppo su cui poter ancora contare e questo nuovo singolo ne è la conferma. Con questo stile pop energico più tradizionale e con la collaborazione di un DJ di successo come David Guetta, il gruppo vuole dare un messaggio chiaro e semplice: stanotte sarà una bella notte. Hanno già mostrato cosa sono in grado di fare al culmine di una festa; quello che vogliono fare ora è dimostrare come riescano a far partire la festa anche prima».
Bill Lamb di About.com ha dato al brano 4 stelle su 5, apprezzando molto il ritmo pop energico della canzone, ideale per l'estate e capace di mettere di buon umore l'ascoltatore, ammettendo inoltre che «sarà sicuramente un'altra grande hit del gruppo».

## Video musicale
All'inizio del video si vedono i componenti del gruppo che si preparano per una serata in un locale. Nel locale essi ballano, cantano, si tingono le mani di vernice fosforescente. Durante il festino tra i ragazzi si riconoscono David Guetta, Kid Cudi, gli stilisti Dean e Dan Caten di Dsquared², e l'americano Robert Verdi esperto di moda nella TV americana.
Del video esiste anche una versione non censurata, identica alla versione standard se non per una scena dopo circa 2 minuti dall'inizio del video, quando viene pronunciata la frase "Let's take it...off!" compaiono due ragazze che si abbracciano baciandosi ed una mano toglie il top di dosso alla ragazza di destra scoprendole il seno sinistro.
Il video ha ottenuto la certificazione Vevo.

## Cover
A dicembre 2009 I Gotta Feeling è stato oggetto di una cover da parte di Radio Deejay, che ha riadattato il testo del brano in una canzone di Natale in italiano intitolata Questo Natale. Il brano è stato interpretato dagli speaker di Radio Deejay, collettivamente chiamati Deejay All Star, insieme ad Alessandra Amoroso, Marracash, Fabri Fibra e J-Ax.
Altra cover (in toni umoristici) è stata proposta dai Gem Boy durante alcune delle puntate dello show televisivo in onda su Italia 1 Colorado Cafè Live, con il titolo di Batman è figo.

## Tracce
Promo - CD-Single Interscope BEPFEELCDP1 (UMG)
1. I Gotta Feeling (Radio Edit) - 4:06
2. I Gotta Feeling (Album Version) - 4:49

CD-Single Interscope 06025 2713158 (UMG) / EAN 0602527131580
1. I Gotta Feeling (Radio Edit) - 4:06
2. Boom Boom Pow (David Guetta's Electro Hop Remix) - 4:01

Promo CD Single
1. I Gotta Feeling (Radio) – 4:07
2. I Gotta Feeling (LP) – 4:54
3. I Gotta Feeling (Instrumental) – 4:52

Invasion of I Gotta Feeling - Megamix EP
1. " Gotta Feeling (David Guetta's FMIF Remix) – 6:12
2. I Gotta Feeling (Printz Board vs. Zuper Blahq Remix) – 5:04
3. I Gotta Feeling (Laidback Luke Remix) – 6:28
4. I Gotta Feeling (Zuper Blahq Remix) – 5:48
5. I Gotta Feeling (Taboo's Broken Spanglish Remix) – 4:51

## Successo commerciale
La canzone si è confermata come uno dei più grandi tormentoni del 2009-2010 e sicuramente come maggior successo dei The Black Eyed Peas. Il singolo, oltre ad aver debuttato alle prime posizioni in numerosi paesi, ha raggiunto il primo posto nelle classifiche di oltre 20 paesi, e le prime 5 posizioni nelle restanti. Ha debuttato in seconda posizione nella classifica americana, mentre il precedente brano della band, Boom Boom Pow, era ancora alla numero uno rendendo i Black Eyed Peas, uno dei pochi artisti ad aver raggiunto contemporaneamente le prime due posizioni in America. Quando la canzone sale alla numero uno resta in cima alla classifica statunitense per ben 14 settimane, finendo per diventare il singolo più venduto di sempre negli USA, mentre in quella mondiale le settimane sono ancora di più: 17. Tutti i mercati sono stati in breve contagiati dal successo, che è apparso nei primi posti anche in molte classifiche di fine anno. Tutto ciò ha reso il brano molto popolare, tanto da essere utilizzato in numerose manifestazioni. A livello mondiale la canzone fino ad oggi ha venduto ben quindici milioni di copie, di cui otto milioni negli Stati Uniti, tanto da essere considerato la loro più grande hit.

## Classifiche

### Classifiche settimanali
| Classifica (2009) | Posizione massima |
| ----------------- | ----------------- |
| Australia         | 1                 |
| Austria           | 1                 |
| Belgio (Fiandre)  | 1                 |
| Belgio (Vallonia) | 1                 |
| Bulgaria          | 1                 |
| Canada            | 1                 |
| Danimarca         | 1                 |
| Finlandia         | 5                 |
| Francia           | 2                 |
| Germania          | 3                 |
| Irlanda           | 1                 |
| Italia            | 1                 |
| Lussemburgo       | 1                 |
| Norvegia          | 2                 |
| Nuova Zelanda     | 1                 |
| Paesi Bassi       | 3                 |
| Portogallo        | 1                 |
| Regno Unito       | 1                 |
| Regno Unito (R&B) | 1                 |
| Repubblica Ceca   | 1                 |
| Slovacchia        | 1                 |
| Spagna            | 2                 |
| Stati Uniti       | 1                 |
| Svezia            | 1                 |
| Svizzera          | 1                 |
| Ungheria          | 2                 |

### Classifiche di fine anno
| Classifica (2009) | Posizione |
| ----------------- | --------- |
| Australia         | 1         |
| Belgio (Fiandre)  | 4         |
| Belgio (Vallonia) | 3         |
| Canada            | 1         |
| Francia           | 27        |
| Germania          | 9         |
| Italia            | 3         |
| Nuova Zelanda     | 1         |
| Paesi Bassi       | 1         |
| Regno Unito       | 2         |
| Spagna            | 5         |
| Stati Uniti       | 1         |
| Classifica (2010) | Posizione |
| Australia         | 53        |
| Austria           | 68        |
| Belgio (Fiandre)  | 9         |
| Belgio (Vallonia) | 6         |
| Canada            | 10        |
| Germania          | 46        |
| Italia            | 39        |
| Spagna            | 27        |
| Stati Uniti       | 29        |
| Svizzera          | 17        |

### Classifiche di fine decennio
| Classifica (2000-10) | Posizione |
| -------------------- | --------- |
| Australia            | 3         |
| Austria              | 5         |
| Stati Uniti          | 5         |

### Classifiche di fine secolo
| Classifica (2000-2024) | Posizione |
| ---------------------- | --------- |
| Stati Uniti            | 5         |

### Classifiche di tutti i tempi
| Classifica (1958-2021) | Posizione |
| ---------------------- | --------- |
| Stati Uniti            | 8         |